# Osthouse
 Osthouse (en alsacià Ohscht) és un municipi francès, situat a la regió del Gran Est, al departament del Baix Rin. L'any 1999 tenia 946 habitants.
Forma part del cantó d'Erstein, del districte de Sélestat-Erstein i de la Comunitat de comunes del cantó d'Erstein.

## Demografia
| 1962 | 1968 | 1975 | 1982 | 1990 | 1999 |
| ---- | ---- | ---- | ---- | ---- | ---- |
| 739  | 754  | 827  | 850  | 884  | 946  |

## Administració
| Període | Identitat      | Partit |
| ------- | -------------- | ------ |
| 2001-   | Raymond Fender |        |